# گل گندم
گل گندم (نام علمی: Centaurea cyanus) گیاه یک‌ساله یا چندساله‌ای از تیرهٔ کاسنیان است.

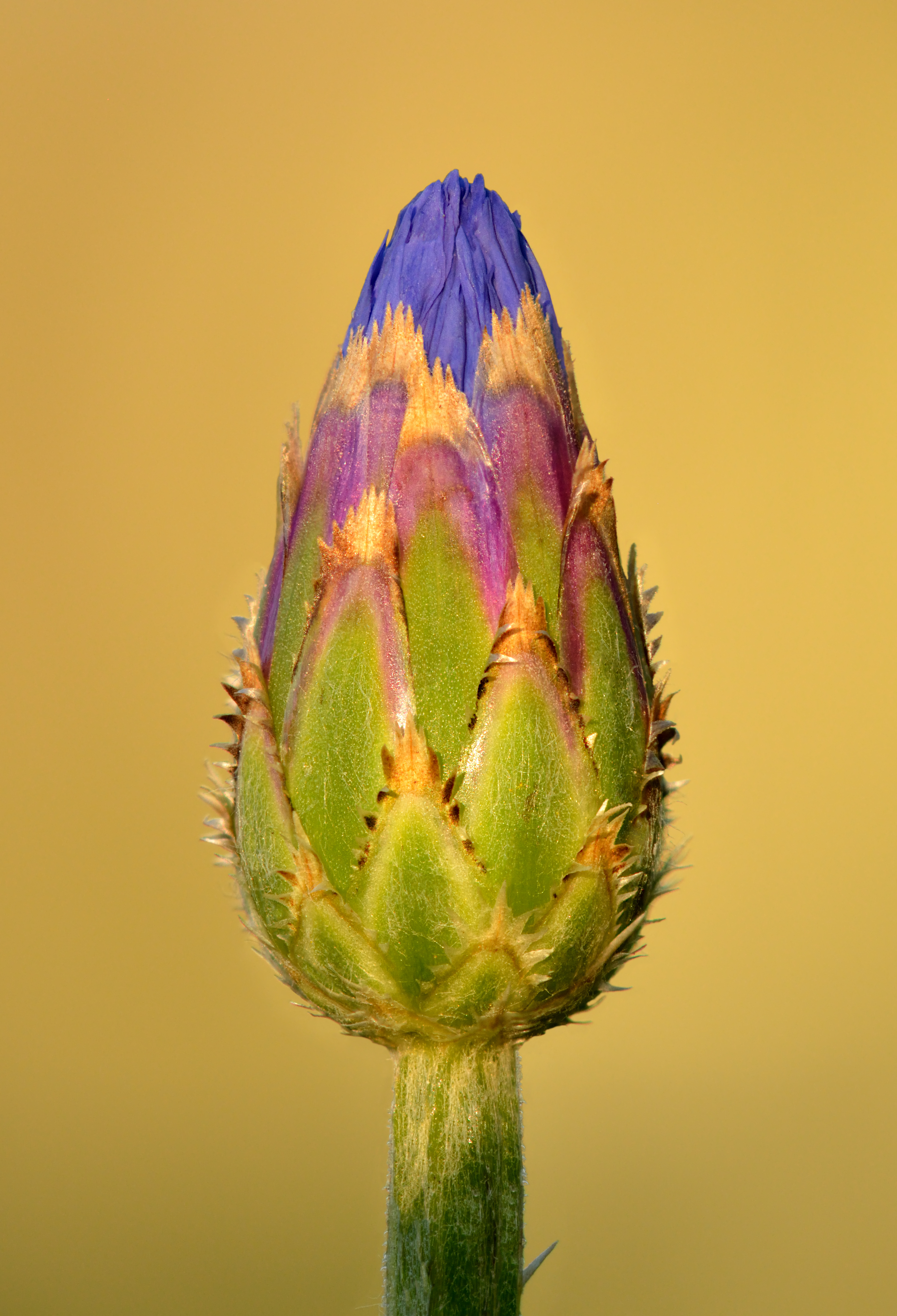
گل گندم نخستین‌بار در سال ۱۷۵۳ میلادی، توصیف علمی شد.

این گیاه از گیاهان دارویی یک یا دوساله است که دارای ساقه منشعب و به ارتفاع ۲۵ تا ۸۰ سانتیمتر است.
ساقه این گیاه سبز مایل به سفید است، گل‌های این گیاه اغلب آبی پر رنگ هستند. بیشتر در مزارع گندم و غلات می‌روید و به همین علت به گل گندم معروف است.

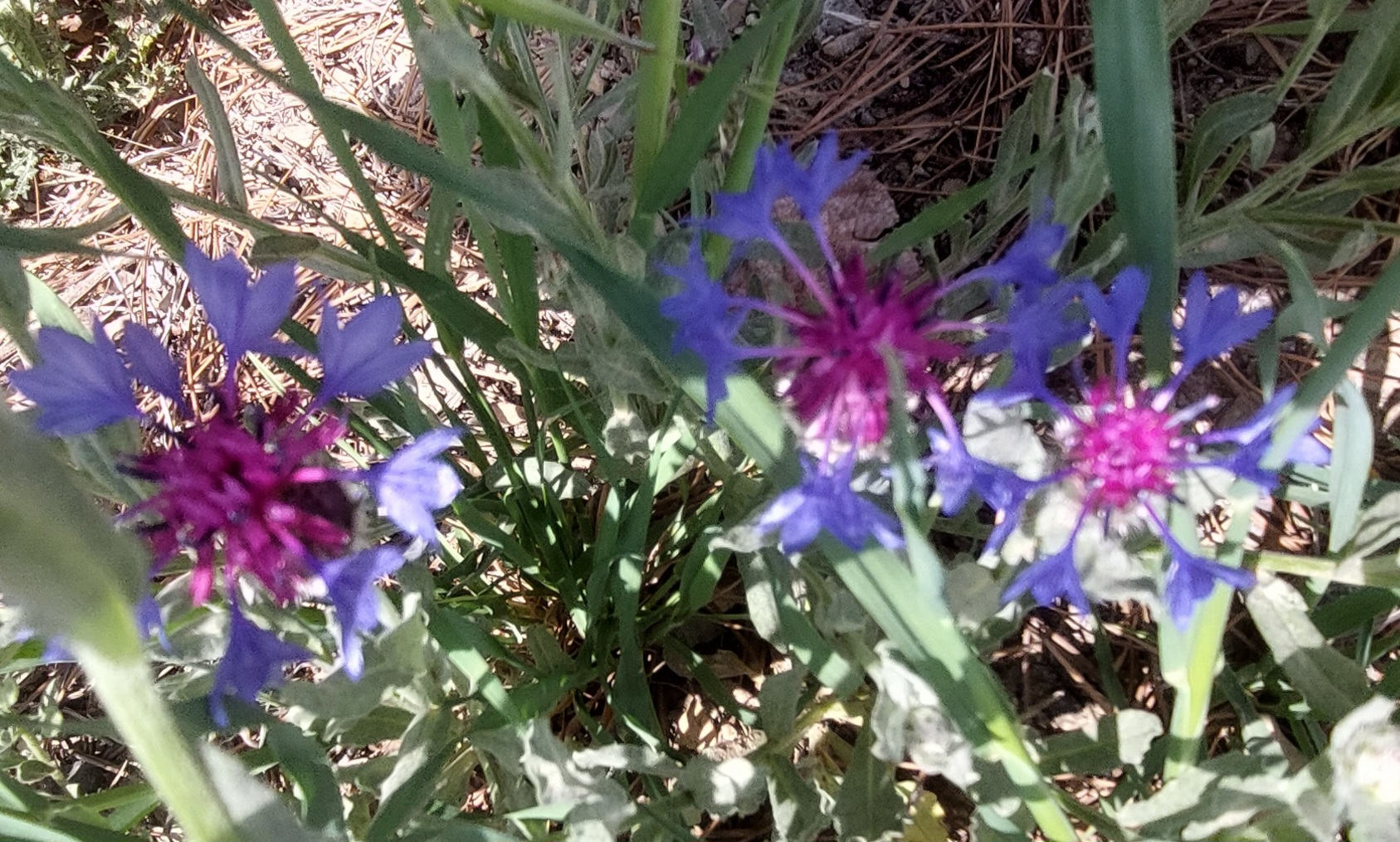
گل گندم

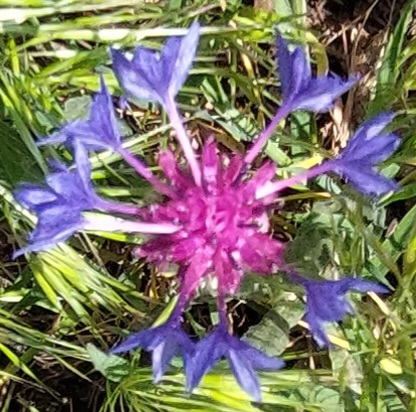
گل گندم از نمای نزدیک

## ترکیب شیمیایی
گل‌های این گیاه دارای لیزاب، مواد مومی و تانن می‌باشد. همچنین در این گیاه مقداری پتاس، اسید فسفریک و منگنز وجود دارد.

## خواص درمانی
گل‌های این گیاه دارای اثر مدر(ادرارآور) است و برای سرماخوردگی، رفع سرفه و بیماری‌های سینه استفاده می‌شود.

## محل رویش
محل رویش این گیاه در آسیا و اروپا می‌باشد و همچنین در نواحی شمالی ایران، منطقه البرز، اطراف تهران، بلوچستان، خراسان، کردستان، کرمانشاه می‌روید. در آذربایجان هم در هر زمین بایری می‌توان دید.

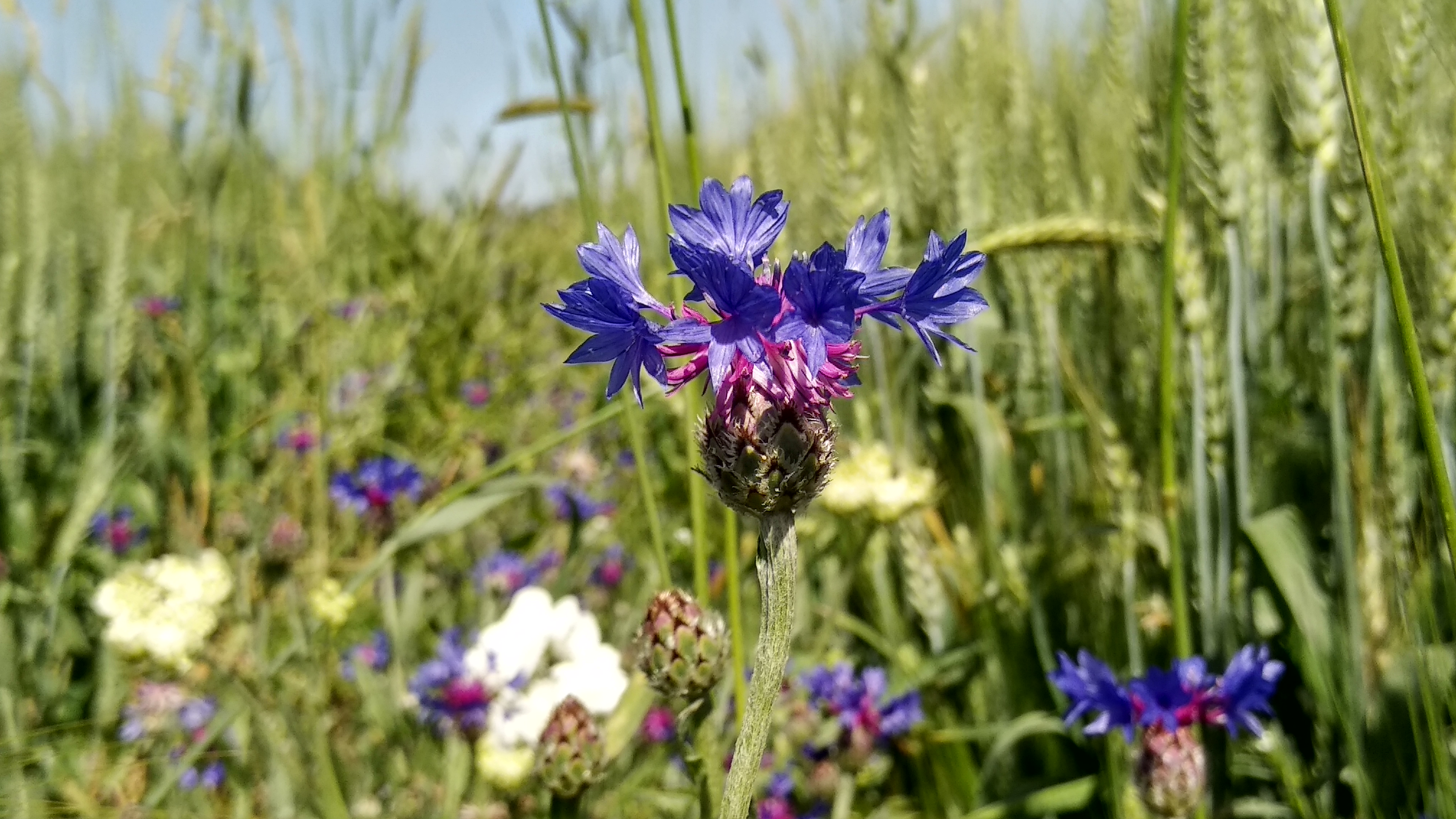